# Lykkevej
Lykkevej è un film del 2003 diretto da Morten Arnfred.
Il film è stato presentato in anteprima al NatFilm Festivalen il 30 marzo 2003 e quindi distribuito nelle sale dal successivo 11 aprile.
La pellicola è nota internazionalmente anche con il titolo Move Me.

## Trama
Sara vede la propria vita sconvolta dal momento in cui il marito Jan le svela una relazione con una sua giovane collega di lavoro. Senza curarsi troppo dei dettagli della separazione lascia la lussuosa casa del marito e va nella prima abitazione che si può permettere, in un sobborgo di Copenaghen.
Finisce così nel popolare distretto di Valby, a Lykkevej ("via felice"), in una casetta modesta ma dignitosa che però necessita di molti lavori. Sara si dedica innanzitutto alla stanza della figlia e intanto fa conoscenza con il vicinato. In aderenza alla sua casa vive un uomo solo, Robert, che è malvisto da tutto il resto del quartiere. La stessa Sara è praticamente costretta a firmare subito una petizione contro questo vicino che, da anni, per dei lavori in corso ha materiale accumulato anche sul marciapiede con danno per l'immagine di tutto il quartiere.
La famiglia di fronte è formata da Susanne, Bo e il figlio Tim. La coppia è in crisi e Sara, alternativamente si occuperà di ascoltare le lamentele della moglie e del marito. 
Volendo essere indipendente ma trovandosi senza denaro, Sara è costretta ad improvvisarsi cameriera ai piani in un hotel. Vorrebbe però fare la tassista, come suo padre. Il problema è che non ha nemmeno la patente. Comincia perciò a prendere lezioni dal vicino Bo, ma poi sorprendentemente fa amicizia anche con il confinante Robert, solo all'apparenza scontroso, che le offre il suo stesso taxi per fare pratica di guida.
Robert è rimasto vedovo cinque anni prima e non ha superato il trauma che lo ha reso incapace di concludere i lavori nella casa che stava costruendo per sé e sua moglie. La frequentazione di Sara, che pure è molto più grande di lui, gli fa tornare la voglia di vivere e divertirsi.
Robert libera così il suo marciapiede sedando i malumori nel quartiere e mentre Susanne e Bo, toccato il fondo, si ritrovano, Jan chiede scusa a Sara e la invita, pentito, a ritornare a casa da lui. Lei accetta di dialogare con il marito ma pur ammettendo di riuscire un giorno a perdonare il tradimento del marito, la sua vita ha avuto ormai una svolta che non è più possibile invertire.
Tornata a Lykkevej durante la festa del quartiere, abbraccia Robert, mentre la figlia Malli, praticamente appena arrivata, ha già fatto amicizia con tutti i vicini.

## Riconoscimenti
- 2004 - Premio Robert
  - Miglior attrice a Birthe Neumann
  - Candidatura per il Miglior Film
  - Candidatura per la Miglior attrice non protagonista a Ditte Gråbøl
  - Candidatura per la Miglior Colonna sonora a Ole Arnfred e Jon Bruland
  - Candidatura per la Miglior Canzone a Gitte Hænning per Sving mig
- 2004 - Premio Bodil
  - Miglior attrice protagonista a Birthe Neumann
  - Candidatura per la Miglior attrice non protagonista a Ditte Gråbøl